# Ibn Arabi
Ibn 'Arabi (tiếng Ả Rập: إبن عربـي), tên đầy đủ Abū'Abd Allah Muhammad ibn'Ali ibn Muḥammad ibn'Arabī al-Ḥātimī AT-Ṭā'ī (tiếng Ả Rập: أبو عبد الله محـمـد بن علي بن محمـد إبن عربـي الحاتمي الطائي; 26 tháng 7 năm 1165 - 16 tháng 11 năm 1240), là một học giả, nhà thần bí, nhà thơ và nhà triết học người Al-Andalus Hồi giáo, có các tác phẩm mang tầm ảnh hưởng vượt khỏi cương vực thế giới đạo Hồi. Chỉ còn 100 bản thảo gốc còn tồn tại trong số hơn 800 tác phẩm của ông.

## Tác phẩm
- Al-Futūḥāt al-Makkiyya ("Sự soi rọi Mecca"): tác phẩm vĩ đại nhất của ông, gồm 37 tập, bàn về nhiều chủ đề từ triết học thần bí đến các đoạn chép về những giấc mơ hay khải tượng của ông. Tổng cộng 560 chương.[1]
- Fusus al-Hikam: được sáng tác trong khi ông về già, đôi khi được xem là tác phẩm quan trọng nhất của ông, tựa như như một bản tóm tắt các lời dạy và niềm tin thần bí của ông. Cũng có ý kiến cho rằng sách này gán sai tên tác giả[2] nhưng nhiều học giả khác vẫn tin rằng đây là trước tác của ông.[3][4]
- Dīwān: tập thơ gồm năm tập, chủ yếu ở dạng bản thảo chưa hiệu chỉnh.
- Mashāhid al-Asrār ("Suy niệm về những bí ẩn thần thánh"): có lẽ là tác phẩm lớn đầu tiên của ông, viết về mười bốn khải tượng và đoạn đối thoại với Thiên Chúa.
- Awrād ("Kinh sùng đạo"): cuốn kinh được nhiều tín đồ tìm đọc, gồm 14 đoạn kinh cầu hàng ngày và hàng đêm suốt trong tuần.
- ' al-Dawr al-A'lā ("Kinh cầu để nâng cao và bảo vệ tinh thần"): cuốn kinh ngắn vẫn còn được sử dụng rộng rãi trong thế giới Hồi giáo.